# Новое (Калининградская область)
Новое — опустевший поселок в Правдинском районе Калининградской области.

## География
Находится в южной части Калининградской области на расстоянии приблизительно 11 км на восток-северо-восток по прямой от административного центра района города Правдинск на правом берегу речки Лава.

## История
Населенный пункт назывался Триммау до 1947 года. В составе Правдинского района с 2006 по 2015 год входил в Правдинское городское поселение.

## Население
Численность населения: 169 человек (1910 год), 1 (русские 100 %) в 2002 году, 0 в 2010.